# 해피누들
《해피누들》(중국어: 幸福的面条)은 2013년 방송되었던 중국의 드라마이다.

## 소개
- 중국의 유명 국수집을 배경으로 최고의 요리사가 되기 위한 요리사들의 꿈과 도전을 그린 드라마

## 등장 인물
- 윤시윤 - 강수찬 역
- 장준닝 - 장지엔 역
- 리페이얼 - 주링 역
- 고서광 (高曙光) - 장린린 역
- 왕쓰이 - 우룬메이 역
- 류문치 (刘文治) - 장가우쇼 역
- 김보미 - 서옥정 역
- 김진성 - 어린 호진 역
- 마문원 (冯铭潮) - 동동 역
- 장사사 (张沙沙) - 장메이 역
- 진백융 (陈柏融) - 후지와라 히로시 역
- 류일함 (刘一含) - 지앙은잉 역
- 루아강 (娄亚江) - 왕진바오 역

## 참고 사항
- 극중 강수찬 역을 맡았던 윤시윤은 《이웃집 꽃미남》이 종영한지 두달만에 출연하는 작품이기도 하다